# Mai 1993
Portal Geschichte | Portal Biografien | Aktuelle Ereignisse | Jahreskalender | Tagesartikel

◄ |
19. Jahrhundert |
20. Jahrhundert
| 21. Jahrhundert

◄ |
1960er |
1970er |
1980er |
1990er
| 2000er | 2010er | 2020er | ►

◄ |
1989 |
1990 |
1991 |
1992 |
1993
| 1994 | 1995 | 1996 | 1997 | ►

◄ |
Februar 1993 |
März 1993 |
April 1993 |
Mai 1993 |
Juni 1993 |
Juli 1993 |
August 1993 |
►
Dieser Artikel behandelt tagesbezogene Nachrichten und Ereignisse im Mai 1993.

## Tagesgeschehen

### Samstag, 1. Mai 1993
- Colombo/Sri Lanka: Ein Selbstmordattentat der tamilischen paramilitärischen Organisation LTTE auf den Präsidenten Sri Lankas Ranasinghe Premadasa fordert 25 Todesopfer. Zu ihnen zählt auch der Präsident, der sich auf dem Weg zu einer Mai-Kundgebung befand.[1]
- Halle/Deutschland: Das Jugendradio DT64 ist gerettet. Der öffentlich-rechtliche Rundfunkanbieter MDR führt es als MDR Sputnik weiter. Über den Fortbestand des 1986 in der DDR gegründeten Senders gab es jahrelang Streit, an dem sich u. a. die Junge Union, der Sender RIAS, DJ WestBam und die Punkrock-Band Abstürzende Brieftauben beteiligten.[2]

### Sonntag, 2. Mai 1993
- München/Deutschland: Russland wird Eishockey-Weltmeister durch einen 3:1-Sieg gegen Schweden.[3]

### Montag, 3. Mai 1993
- Bonn/Deutschland: Björn Engholm (SPD), Ministerpräsident von Schleswig-Holstein, tritt vor die Presse und verkündet die Niederlegung seiner Ämter. Die Bekenntnisse von Beteiligten der Barschel-Affäre bestätigten in den letzten Monaten, dass Engholm die Öffentlichkeit im Jahr 1987 während der Affäre teilweise belog.[4]
- New York/Vereinigte Staaten: Ein Expertengutachten der Vereinten Nationen offenbart Menschenrechtsverletzungen und Verstöße gegen die Genfer Konventionen während der kriegerischen Auseinandersetzungen um die Zukunft Jugoslawiens. Der Sicherheitsrat der Vereinten Nationen wird nun Pro und Contra eines Tribunals für das zerfallene Land erwägen.[5]

### Dienstag, 4. Mai 1993

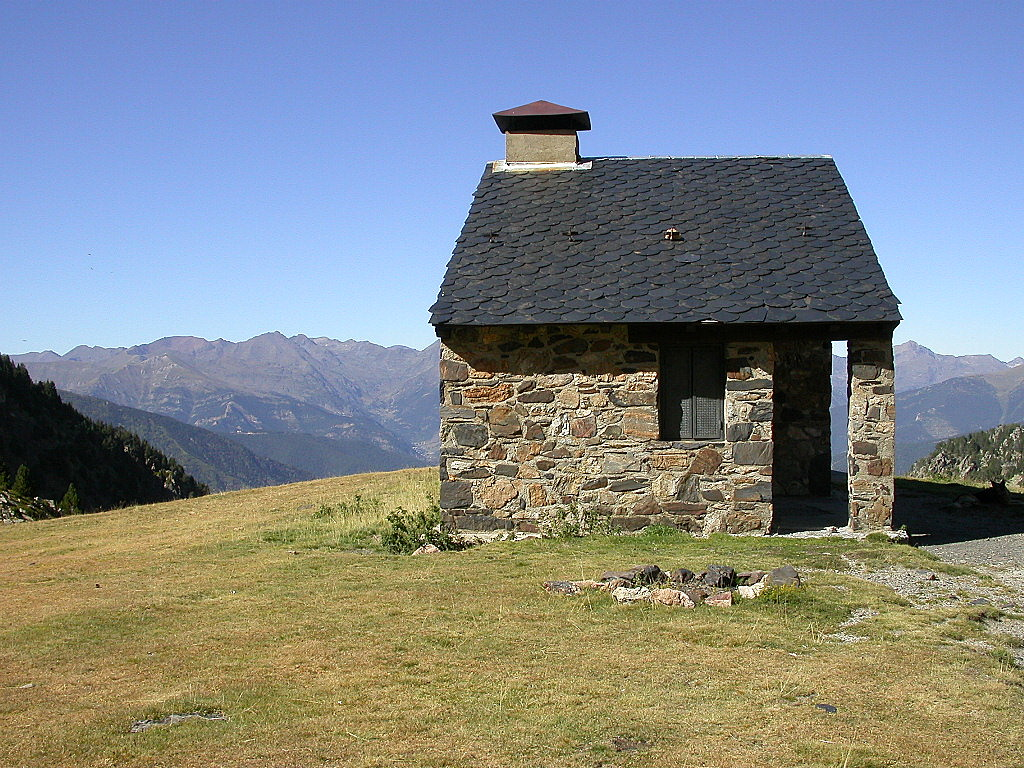
Landschaft in Andorra

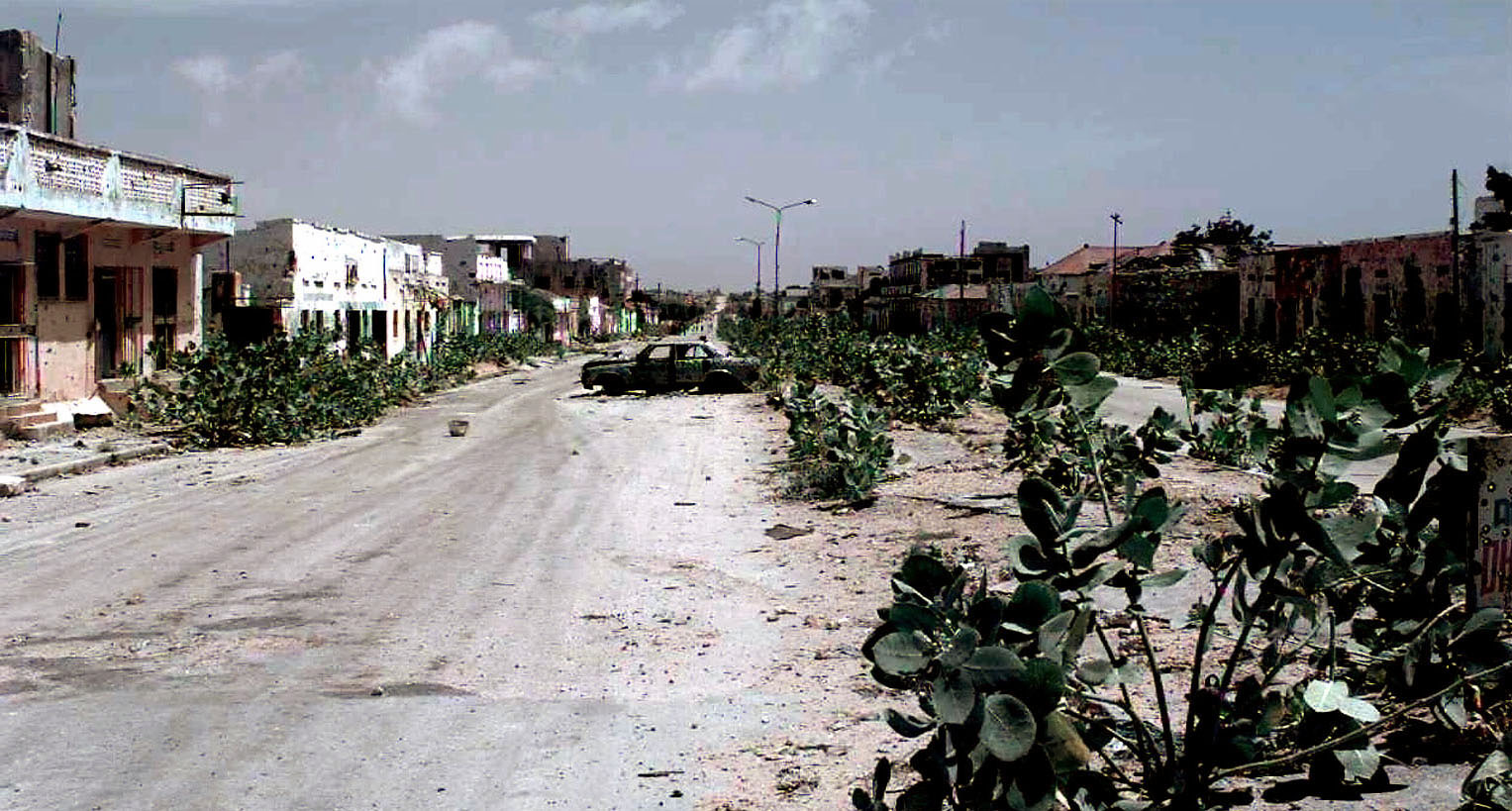
Mogadischu: Im Bürgerkrieg entstand die „Grüne Linie“ entlang einer Straße

- Andorra la Vella/Andorra: Das 468 km² große Lehn-Fürstentum erhält auf dem Weg zur staatlichen Unabhängigkeit seine erste Verfassung. Sie wurde im Referendum vom 14. März angenommen und am 28. April in ihren endgültigen Wortlaut gebracht. Für den kommenden Monat ist geplant, Freundschaftsverträge mit Frankreich und Spanien zu unterzeichnen. Mit diesen Unterschriften wäre die Unabhängigkeit vollendet.[6]
- Hamburg/Deutschland: Das Hamburgische Verfassungsgericht erklärt das Ergebnis der Bürgerschaftswahl 1991 im Land Hamburg für ungültig, da die CDU vor der Wahl kein demokratisches Verfahren zur Besetzung der Plätze auf ihrer Parteiliste anwandte. Das Gericht führt aus: „Ohne den Segen der Parteioberen hatte ein Bewerber keine Chance auf einen Listenplatz.“[7]
- Mogadischu/Somalia: Der Auftrag der Vereinten Nationen (UN) zur Friedenssicherung in Somalia, das sich seit circa fünf Jahren im Kriegszustand befindet, geht vom Vereinigten Einsatzverband in der Mission Wiederherstellung der Hoffnung unter Führung der Vereinigten Staaten auf die UN-Operation in Somalia II über. Die Streitkräfte der Vereinigten Staaten sind im Rahmen der Mission Beibehaltung der Hoffnung weiterhin vor Ort.[8]

### Donnerstag, 6. Mai 1993
- Lübeck/Deutschland: Die Stadt Lübeck weiht das Heinrich-und-Thomas-Mann-Zentrum in der Mengstraße 4 ein. Das Haus ist die Residenz der fiktiven Familie Buddenbrook in dem Roman Buddenbrooks von Thomas Mann aus dem Jahr 1901 und trägt ab heute den Namen „Buddenbrookhaus“.[9]
- New York/Vereinigte Staaten: Der Sicherheitsrat der Vereinten Nationen (UN) beschließt in seiner Resolution 824 die Schaffung von UN-Schutzzonen für Flüchtlinge in Bihać, Goražde, Sarajevo, Srebrenica, Tuzla und Žepa in Bosnien und Herzegowina. Um den Flüchtlingen den notwendigen Schutz zu gewähren, befürwortet der Sicherheitsrat die Ausweitung der Mission UNPROFOR.[10]

### Freitag, 7. Mai 1993
- Banja Luka/Bosnien und Herzegowina: Ethnische Serben greifen die Arnaudija- und die Ferhadija-Moschee an. Danach organisieren die Behörden der Republika Srpska den Abriss des gesamten Ferhadija-Komplexes.[11][12]
- Unterföhring/Deutschland: Der TV-Sender Premiere strahlt als unverschlüsselte Fernsehsendung den 0137 Night Talk erstmals aus. Sie ist eine der ersten interaktiven Call-in-Sendungen im deutschen Fernsehen.[13]

### Samstag, 8. Mai 1993
- Paradise/Vereinigte Staaten: Der britische Box-Weltmeister im Schwergewicht des Verbands WBC Lennox Lewis tritt zu seiner ersten Titelverteidigung an, seit er im Dezember 1992 kampflos zum Weltmeister ernannt wurde, und besiegt seinen amerikanischen Herausforderer Tony Tucker nach Punkturteil.[14]

### Sonntag, 9. Mai 1993
- Dakar/Senegal: Bei der Wahl zur Nationalversammlung wird die Sozialistische Partei des im Februar wiedergewählten Staatspräsidenten Abdou Diouf mit 56,6 % stärkste Kraft, fünf Jahre zuvor lag ihr Ergebnis noch bei rund 71 %.[15]

### Montag, 10. Mai 1993
- Bischkek/Kirgisistan: Die Nationalbank gibt die ersten Banknoten der neuen Währung Kirgisistans, Som, heraus. Sie löst den Rubel aus der Sowjetzeit ab.[16]
- Nakhon Pathom/Thailand: Beim Brand einer Spielzeugfabrik, in der hauptsächlich für US-Firmen produziert wird, sterben 188 Menschen, etwa 470 werden verletzt.[17]

### Dienstag, 11. Mai 1993
- Washington, D.C./Vereinigte Staaten: Senator Joe Biden (Demokratische Partei) verschärft den Ton in der Debatte um westliche Militärhilfe für das bosnische Volk und bezeichnet die zögerliche Haltung der europäischen Staaten als „moralische Vergewaltigung“.[18]

### Mittwoch, 12. Mai 1993
- Cayenne/Französisch-Guayana: Der Rundfunksatellit Astra 1C der Holding SES-Astra wird von einer Rakete vom Typ Ariane 42L in den Orbit gebracht. Der Satellit wird voraussichtlich ab Juli auch die Programme deutscher TV-Sender ausstrahlen, u. a. WDR und BR.[19]
- London/Vereinigtes Königreich: Der AC Parma gewinnt den Fußball-Europapokal der Pokalsieger durch einen 3:1-Finalsieg gegen Royal Antwerpen.[20]

### Donnerstag, 13. Mai 1993

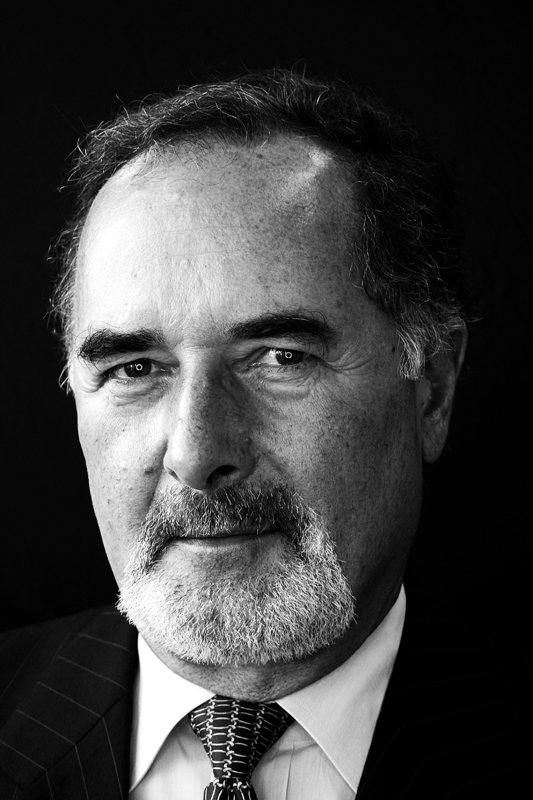
Bernd Pischetsrieder

- München/Deutschland: Eberhard von Kuenheim übergibt sein Amt als Vorstandsvorsitzender der BMW AG nach 23 Jahren an Bernd Pischetsrieder.[21]
- Tel Aviv/Israel: Ezer Weizmann, der Neffe des ersten Staatspräsidenten Chaim Weizmann, wird als siebenter Staatspräsident von Israel vereidigt.[22]

### Freitag, 14. Mai 1993
- Schwerin/Deutschland: Der Landtag Mecklenburg-Vorpommern nimmt die Verfassung des Landes Mecklenburg-Vorpommern an.[23]
- Straßburg/Frankreich: Estland, Litauen und Slowenien treten als 27., 28. und 29. Mitgliedstaat dem Europarat bei.[24][25]

### Samstag, 15. Mai 1993

Logo des Concours’ Eurovision de la Chanson

- Millstreet/Irland: Niamh Kavanagh gewinnt in der Green Glens Arena für Irland das Finale im 38. Grand Prix Eurovision de la Chanson. Mit 25 Acts war die Konkurrenz in der Endrunde größer als je zuvor.[26]
- Neuilly-sur-Seine/Frankreich: Die Recherche Assistance Intervention Dissuasion (RAID), eine Einheit der französischen Police nationale zur Bekämpfung des Terrorismus, wird zum ersten Mal einer breiten Öffentlichkeit bekannt, als sie den Schüler Eric Schmitt tötet. Ausgestattet mit Sprengstoff vollzog Schmitt an seiner Schule eine Geiselnahme.[27]

### Sonntag, 16. Mai 1993

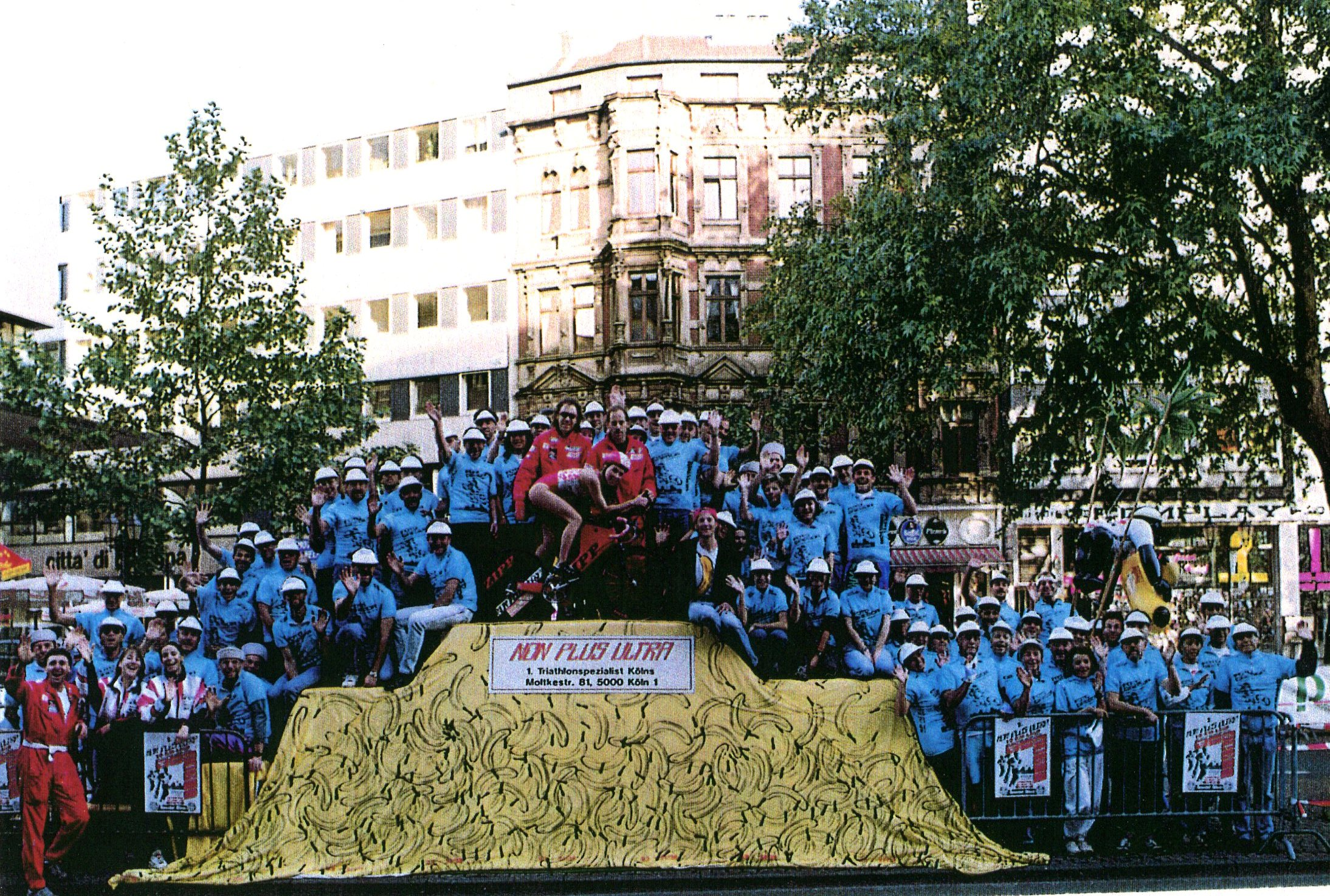
Kunst auf Kunst

- Ankara/Türkei: Die Große Nationalversammlung wählt den Ministerpräsidenten Süleyman Demirel von der Partei des Rechten Weges zum neuen Staatspräsidenten. Sein Amtsvorgänger Turgut Özal verstarb im April. Das Amt des Ministerpräsidenten geht von Demirel an Erdal İnönü von der Sozialdemokratischen Partei über.[28][29]
- Frankfurt am Main/Deutschland: Der Deutsche Sportbund erkennt den American Football Verband Deutschland an.[30]
- Köln/Deutschland: Zum Radrennen Rund um Köln besprüht Thomas Baumgärtel ein großes, gelbes Stofftuch mit 3.333 schwarzen Graffiti-Bananen und drapiert es über der Plastik Ruhender Verkehr. Die Installation Kunst auf Kunst dient während des Radrennens als Podium für 22 Triathleten, die dort auf vier fixierten Fahrrädern pedallieren.
- Maria Enzersdorf/Österreich: Die Mannschaft von Hypo Südstadt verteidigt ihren Titel als beste Frauen-Handballmannschaft Europas. Im Finalrückspiel des Europapokals der Landesmeister siegt das Team 40:25 gegen Vasas Budapest.[31]
- Wien/Österreich: Bei der Wahl zum Landtag von Niederösterreich entscheiden sich 44,2 % der Wähler für die ÖVP-Landesorganisation Volkspartei Niederösterreich. Die SPÖ mit 33,9 %, die FPÖ mit 12,1 % und das Liberale Forum mit 5,1 % Stimmenanteil ziehen ebenfalls in das Landhaus in der Herrengasse ein.[32]

### Mittwoch, 19. Mai 1993
- Kiel/Deutschland: Der Landtag von Schleswig-Holstein wählt Heide Simonis (SPD) mit 46 Stimmen bei 41 Gegenstimmen zur neuen Ministerpräsidentin. Ihr Amtsvorgänger Björn Engholm (SPD) trat Anfang des Monats zurück.[33]
- Turin/Italien: Juventus Turin gewinnt den Fußball-UEFA-Cup nach einem 3:0 im Final-Rückspiel gegen Borussia Dortmund.[34]

### Donnerstag, 20. Mai 1993
- Aachen/Deutschland: Der Karlspreis wird an den spanischen Ministerpräsidenten Felipe González übergeben für sein „leidenschaftliches Engagement“ für die europäische Einigung.[35]

### Freitag, 21. Mai 1993
- Caracas/Venezuela: Einen Tag nach der Rücktrittserklärung von Staatspräsident Carlos Andrés Pérez (Acción Democrática) übernimmt mit Parlamentspräsident Octavio Lepage ein Parteikollege von Pérez dessen Amtsgeschäfte bis zur Wahl eines legitimen Nachfolgers. Pérez soll 17 Millionen US-Dollar aus dem Staatshaushalt veruntreut haben.[36]
- Nordhalbkugel: Eine partielle Sonnenfinsternis ist vom gesamten Nordpolarmeer, ganz Grönland sowie großen Teilen von Nordamerika und Nordeurasien aus zu beobachten. In Deutschland liegt nur der Teil nördlich einer Linie von Emden nach Görlitz im Sichtbarkeitsgebiet.[37]

### Samstag, 22. Mai 1993
- Hahn/Deutschland: Auf der Hahn Air Base wird der erste zivile Flug abgewickelt, ein Charterflug nach Mallorca. Der Ausbau des Flugplatzes zum internationalen Flughafen Frankfurt-Hahn im Rahmen der Rüstungskonversion ist damit abgeschlossen.[38]
- Iwano-Frankiwsk/Ukraine: Eine Boeing 737 landet als erstes Flugzeug auf dem Flughafen Iwano-Frankiwsk und eröffnet damit den internationalen Flugbetrieb.[39]
- München/Deutschland: Im U-Bahn-Netz werden die Stationen Haderner Stern und Großhadern eröffnet.[40]

### Sonntag, 23. Mai 1993
- Saarbrücken/Deutschland: Die Stadt übergibt den Platz des Unsichtbaren Mahnmals vor dem Schloss Saarbrücken der Öffentlichkeit. Er erinnert an das Unsichtbarwerden der Verbrechen der Nationalsozialisten. Das Mahnmal selbst besteht aus Inschriften auf Pflastersteinen, die sich auf der Unterseite der verbauten Steine befinden.[41]

### Montag, 24. Mai 1993

Flagge von Eritrea

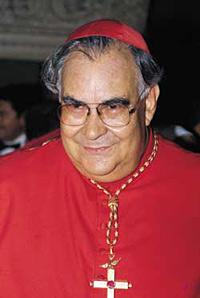
Kardinal Juan Jesús Posadas Ocampo

- Addis Abeba/Äthiopien: Die supranationale Organisation für Afrikanische Einheit nimmt Eritrea als Mitglied auf.[42]
- Asmara/Eritrea: Das Land Eritrea erklärt sich zum souveränen Staat. Isayas Afewerki wird erstes Staatsoberhaupt in der ehemaligen italienischen Kolonie, die ab 1947 ein Teil Äthiopiens war.[43]
- Cannes/Frankreich: Der Film Das Piano der neuseeländischen Regisseurin Jane Campion und der Film Lebewohl, meine Konkubine des chinesischen Regisseurs Chen Kaige werden bei den 46. Internationalen Filmfestspielen mit der Palme d’or ausgezeichnet.[44]
- Guadalajara/Mexiko: Bei einem Angriff mit Schusswaffen werden auf dem Flughafen der Stadt sieben Menschen getötet, darunter Kardinal Juan Jesús Posadas Ocampo, der von 14 Kugeln getroffen wird. Zu Lebzeiten sprach er sich vehement gegen die organisierte Kriminalität im Zusammenhang mit Drogengeschäften aus.[45]

### Dienstag, 25. Mai 1993
- New York/Vereinigte Staaten: Der Sicherheitsrat der Vereinten Nationen verabschiedet die Resolution 827, die einen Internationalen Strafgerichtshof für das ehemalige Jugoslawien fordert. Dessen Aufgabe wird die Verfolgung schwerer Verbrechen sein, die sich seit 1991 auf dem Gebiet der inzwischen aufgelösten Sozialistischen Föderativen Republik Jugoslawien ereignen.[46]

### Mittwoch, 26. Mai 1993
- München/Deutschland: Erstmals in der Vereinsgeschichte gewinnt Olympique Marseille das Finalspiel der UEFA Champions League im Männerfußball, die bis 1992 als „Europapokal der Landesmeister“ bekannt war. Den Franzosen gelingt gegen den AC Mailand ein 1:0-Sieg.[47]
- Vaduz/Liechtenstein: Der Landtag wählt Markus Büchel von der Fortschrittlichen Bürgerpartei zum neuen Regierungschef des Landes.[48][49]

### Donnerstag, 27. Mai 1993
- Moskau/Russland: Homosexuelle Handlungen zwischen Erwachsenen werden legalisiert, doch Homosexualität steht in Russland weiterhin auf der Liste der Geisteskrankheiten.[50]
- München/Deutschland: Der Bayerische Ministerpräsident Max Streibl (CSU) tritt im Zuge der Amigo-Affäre um staatliche Aufträge für die Burkhart Grob Luft- und Raumfahrt GmbH & Co. KG, mit deren Inhaber Streibl zu Schulzeiten befreundet war, zurück.[51]

### Freitag, 28. Mai 1993
- Karlsruhe/Deutschland: Das Bundesverfassungsgericht entscheidet, dass der Schwangerschaftsabbruch grundsätzlich rechtswidrig ist, aber unter bestimmten Voraussetzungen nicht bestraft werden muss. Der Bundestag stimmte im Juni 1992 gegen die Rechtswidrigkeit von Abtreibungen, doch verweist nun das Gericht auf das Lebensrecht von Ungeborenen.[52]
- München/Deutschland: Der Landtag wählt Edmund Stoiber (CSU) zum Bayerischen Ministerpräsidenten. Stoibers Amtsvorgänger und Parteikollege Max Streibl trat gestern zurück.[53]
- New York/Vereinigte Staaten: Die Generalversammlung der Vereinten Nationen folgt den vor zwei Tagen ausgesprochenen Empfehlungen des UN-Sicherheitsrats und nimmt das Fürstentum Monaco sowie Eritrea als neue Mitglieder in die Staatengemeinschaft auf.[54]

### Samstag, 29. Mai 1993
- Amman/Jordanien: Abdelsalam al-Majali löst Zaid ibn Shaker als Ministerpräsident von Jordanien ab.[55]
- Solingen/Deutschland: Vier Jugendliche aus der rechtsextremen Szene verüben in ihrer Nachbarschaft einen Brandanschlag auf das Wohngebäude der türkischstämmigen Familie von Durmus und Mevlüde Genç. Fünf Frauen und Mädchen kommen durch die Tat ums Leben, damit ist der Anschlag der folgenschwerste Gewaltausbruch gegen Migranten oder deren Nachkommen seit Gründung der Bundesrepublik.[56]
- Wien/Österreich: Der erste Life Ball findet statt. Neben der Stadtregierung fanden sich nur zwei weitere Sponsoren. Die Veranstalter erzielen einen Erlös in Höhe von 1,1 Millionen Schilling, der dem Verein „Aids Life“ zufließt.[57]

### Montag, 31. Mai 1993
- Bern/Schweiz: Der FC Lugano gewinnt das Finalspiel im Schweizer Cup der Fussballer mit 4:1 gegen den Grasshopper Club Zürich.[58]

## Weblinks

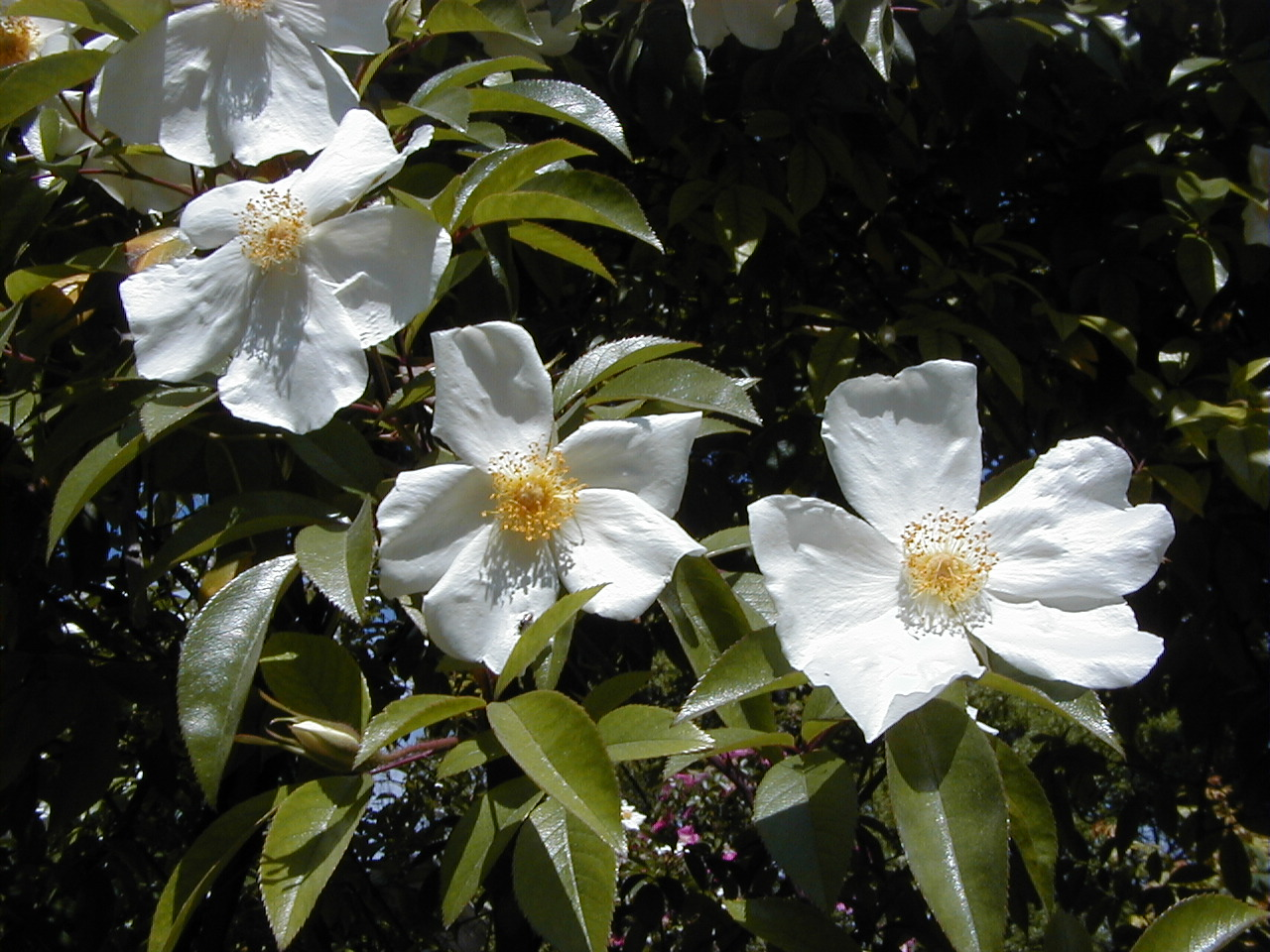
Madrid im Mai 1993 (Levigatae)